# 中島成雄
中島 成雄（なかじま しげお、男性、1954年1月18日 - ）は、日本の元プロボクサー。茨城県出身。ヨネクラボクシングジム所属。WBC世界ライトフライ級王者。駒澤大学卒業。大学出身としてロイヤル小林に続く世界王者第2号。

## 来歴
茨城県立下館第一高校時代にボクシングを始め、駒澤大学ではエースとして活躍。プロスポーツ界に進んだ同期には中畑清（野球）、天ノ山静雄（相撲）などがいる。
1976年7月12日、プロデビュー。
1980年1月3日、WBC世界ライトフライ級王座に初挑戦。王者・金性俊（韓国）を15回判定で降し王座獲得。その4日後、『夜のヒットスタジオ』（フジテレビ系）にて新曲「悲しき友情」を披露する西城秀樹の応援ゲストとして出演した（吹打竜などジムの同僚も西城のバックダンサー的存在として参加）。
1980年3月24日、WBC世界王座初防衛戦。イラリオ・サパタ（パナマ）に15回判定で敗れ王座陥落。
1980年9月17日、WBC世界王座に再挑戦。サパタとのリターンマッチに11回KO負け。
1981年5月26日、ノンタイトル10回戦で8回KO負け。現役引退。